# Ogoulou

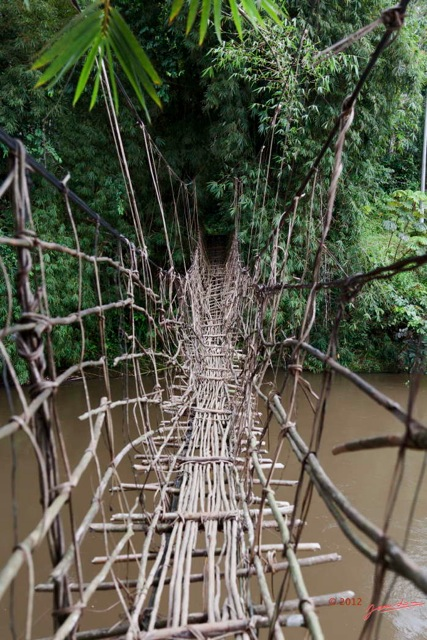
Pont en lianes sur l'Ogoulou

L'Ogoulou est un cours d'eau du sud du Gabon. C'est un affluent de la Ngounié. 
Il prend sa source sous le Mont Iboundji.
Il baigne le département qui porte son nom d'est en ouest et se jette dans la Ngounié non loin de Mouila.